# 24 Preludios y Fugas
24 Preludios y Fugas, Op. 87 por Dmitri Shostakóvich, es una obra de 24 piezas (24 pares de preludios-fugas) para piano solo, cada pieza en una de las claves mayores y menores de la escala cromática. El ciclo fue compuesto en los años 1950-51 mientras Shostakóvich estaba en Moscú, y estrenado por la pianista Tatiana Nikoláyeva en Leningrado, en diciembre de 1952; fue publicado ese mismo año. La obra completa se suele interpretar en dos horas y media. Es considerada uno de los mejores ejemplos de obras escritas en las 24 claves menores y mayores.